# (6378) 1987 SE13
A (6378) 1987 SE13 a Naprendszer kisbolygóövében található aszteroida. Henri Debehogne fedezte fel 1987. szeptember 27-én.